# Construcción social del cuerpo
La construcción social del cuerpo es una hipótesis que afirma que la relación entre el cuerpo y el contexto sociocultural se da en ambos sentidos, y que la sociedad y la cultura influyen en la formación de sus miembros, en cierta medida.
El cuerpo se ha convertido en una construcción social, en cuya delimitación han participado múltiples disciplinas. Así, se pueden señalar la medicina y la religión como los agentes que más tradicionalmente han influido, unidos a las normas de urbanidad y a las instituciones educativas. Estos cuatro agentes han ido construyendo un modelo, que todo individuo tiene como referencia. Según Bryan S. Turner, la construcción social del cuerpo es:

## La antropología del cuerpo
La antropología del cuerpo puede considerarse como una rama de la antropología que se encarga de investigar y reflexionar sobre la dimensión corporal humana, partiendo de la premisa de que el cuerpo es una construcción sociocultural.
Los estudios socioantropológicos sobre el cuerpo han intentado, durante los últimos años, deconstruir la idea del cuerpo como un objeto meramente natural (abordado exclusivamente por la biología), mostrándolo como una construcción sociocultural, y reconociendo la corporalidad como un elemento constitutivo de los sujetos. 

### Antecedentes
La antropología del cuerpo se constituyó como un área delimitada recién a partir de la década de 1970, pero las preguntas acerca del cuerpo humano han estado presentes en la antropología desde fines del siglo xix.
Autores pioneros como Robert Hertz (1907), Marcel Mauss (1936), Maurice Leenhardt (1947) y Mary Douglas (1970) colocaron explícitamente las dimensiones simbólicas del cuerpo como tema de investigación. Otros antropólogos (como Lewis Morgan y Claude Lévi-Strauss) tomaron en cuenta diversos aspectos de la construcción sociocultural de los cuerpos como una dimensión que formaba parte de los procesos que deseaban estudiar. 
El cuerpo ha formado parte de dos preocupaciones que han sido centrales en la historia de la antropología: la cuestión del origen del hombre y de la unidad de la especie humana, y el debate naturaleza-cultura. 
Tanto Robert Hertz como Marcel Mauss, al tomar el cuerpo como objeto de estudio, destacaron su carácter socialmente construido y su variabilidad cultural. La visibilización de las interrelaciones entre el cuerpo y la sociedad, la historia y la cultura, y el reconocimiento de que el cuerpo no es solo un objeto natural o biológico, han sido grandes aportes para las ciencias sociales.
El programa de investigación propuesto por Marcel Mauss (1930) para el estudio de los aspectos socioculturales del cuerpo, basado en la noción de «técnica corporal», inaugura la antropología del cuerpo. Mauss propone estudiar las técnicas corporales en el marco de cada cultura y cada contexto histórico. 

### Debates actuales sobre el cuerpo en antropología

#### Thomas Csordas(1994)
Ha agrupado los modos de enfocar el cuerpo como objeto de análisis en la antropología de acuerdo a tres concepciones principales: el cuerpo analítico, el cuerpo situado y el cuerpo múltiple.

#### Maurice Merleau-Ponty(1908-1961)
Sin olvidar el carácter socialmente construido de todo lo humano, Merleau-Ponty sostiene que la experiencia de la percepción es un modo de ser fundador de la existencia. Quien percibe es un sujeto hecho carne con el mundo, un «ser-en-el-mundo». La experiencia de la percepción es corporal, prereflexiva, preobjetiva, basada en la inescindibilidad del vínculo del sujeto con el mundo. El concepto de carne hace referencia a «un sintiente sensible que no puede desligarse de su relación con un mundo» y que toma forma de cuerpo solo cuando es pensado, objetivado, escindido de su condición existencial de carne.

#### Friedrich Nietzsche(1844-1900)
La esencia de la experiencia de la corporalidad es el movimiento, en el cual el cuerpo se manifiesta con poder de transformar al mundo y a sí mismo. En el cuerpo residiría una voluntad de poder, un poder que se ejerce desde el cuerpo y nos mueve a actuar sobre el mundo, cuya fuerza fundamental es la creación.
Como en Nietzsche, los términos del cogito cartesiano son invertidos: el cuerpo es el que conoce en primer lugar, «este cuerpo que sabe del mundo más que nosotros».

#### Michel Foucault(1926-1984)
Las investigaciones inspiradas en la obra de Michel Foucault abordan el cuerpo considerando centralmente el modo en que es atravesado por políticas del cuerpo individual (disciplina) y del cuerpo de la población (biopolítica).
La disciplina consiste en una microfísica de relaciones de poder que se va enraizando en los cuerpos y los va atravesando, de modo que los vuelve cada vez más útiles y eficientes en un determinado marco de acción, y cada vez más dóciles. Se educa al cuerpo para aumentar su rendimiento, su capacidad, su habilidad y su eficacia. 
Por medio de las tecnologías disciplinarias, las relaciones de poder se van imprimiendo en los cuerpos, incorporando una determinada relación con las diferentes partes de este, con el espacio y con el tiempo. Las tecnologías disciplinarias forman parte de la red de somatopoder y de biopoder que controla y regula los cuerpos individuales y las poblaciones. En palabras de Michel Foucault,

(...) las relaciones de poder pueden penetrar materialmente en el espesor mismo de los cuerpos sin tener incluso que ser sustituidos por la representación de los sujetos. Si el poder hace blanco en el cuerpo no es porque haya sido con anterioridad interiorizado en la conciencia de las gentes.
Michel Foucault

Estas redes de relaciones de poder que atraviesan y penetran en los cuerpos tienen una doble forma de ejercicio: la disciplina (o anatomopolítica del cuerpo humano) y la biopolítica.
Las investigaciones realizadas que parten de esta perspectiva se enfocan principalmente hacia el estudio de estos mecanismos, es decir, hacia los modos específicos en que se realiza el ejercicio de tecnologías disciplinarias sobre los cuerpos, o hacia los modos en que en determinados contextos opera el control biopolítico de la existencia. Para ello, cobra importancia el uso de técnicas de observación, como el clásico ejemplo del panoptismo, aplicadas a contextos específicos, que incluyen la observación de los espacios, las distribuciones de los cuerpos, los usos del tiempo, las categorías y jerarquías de los sujetos, los modos de aprendizaje, etc.

## Tipos de tecnologías del yo
Los tipos de tecnologías del yo influyen en el modo que actúan las personas modificando la conducta individual:
- De producción. Esta tecnología hace referencia a la manipulación constante de las cosas. Las personas utilizan su parte física e interesante para satisfacer sus necesidades.
- De sistemas de signos. Es el mecanismo que utilizan las personas para un mejor entendimiento de las ideas u opiniones expresadas. La forma de pronunciarse con la mirada influye en la percepción que tienen los demás frente a la persona.
- De poder. Es la tecnología que moldea el comportamiento de las personas. El entorno social es tan fuerte que domina el pensamiento y las actitudes de los individuos, lo cual les lleva a comportarse como los demás quieren que se comporten.
- Del yo. Su mayor opción es la transformación que cada persona hace sobre su cuerpo de acuerdo a la cultura a la que pertenezca o al ambiente que la rodea.

Estas cuatro tecnologías son la parte fundamental de demostrar que todas las personas actúan como los demás quieran, para obtener una aceptación total por parte del entorno. De acuerdo a la forma de ser de cada persona, se refleja que las cuatro tecnologías no funcionan por separado.